# 北北大島站

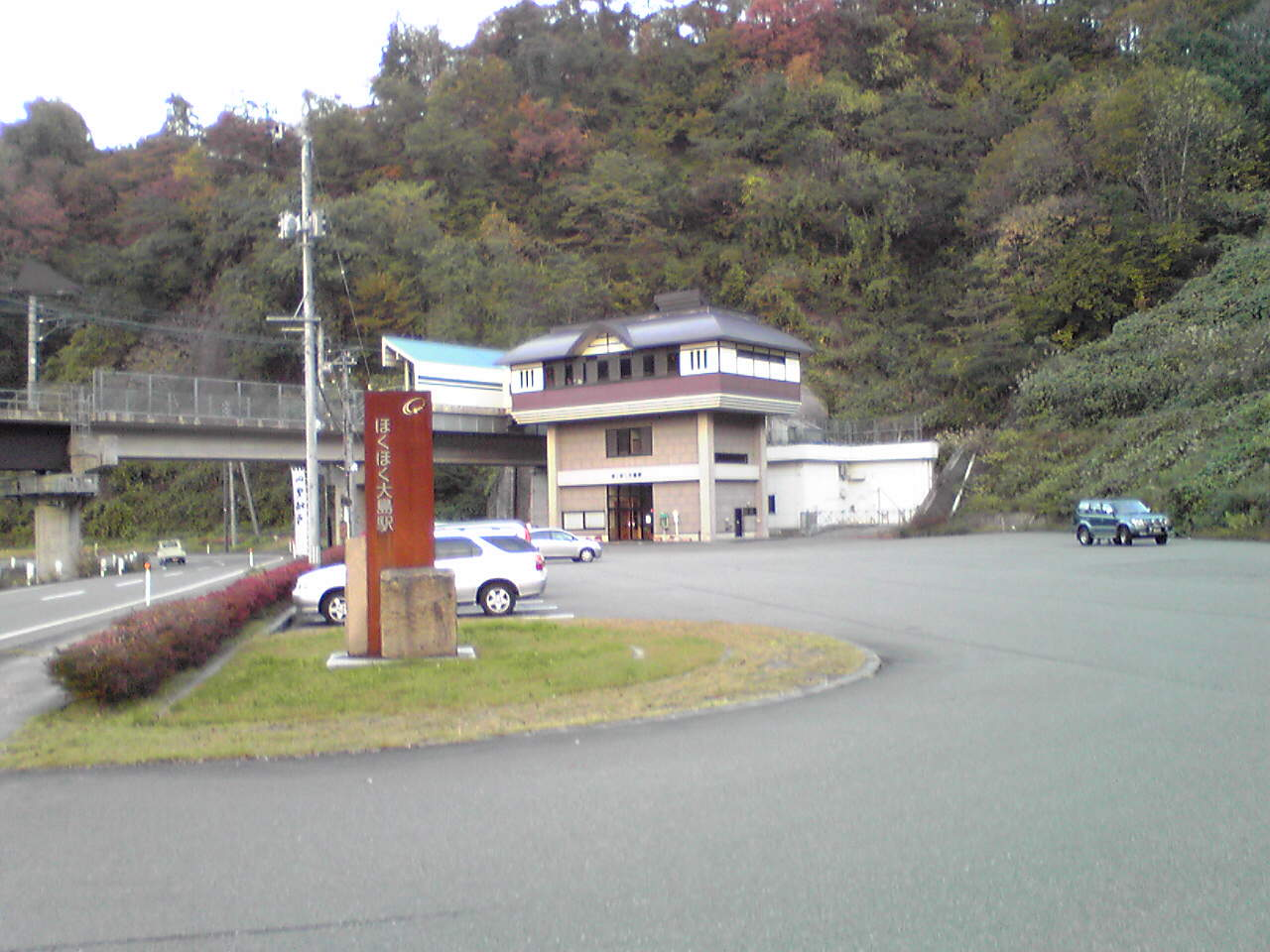
北北大島站

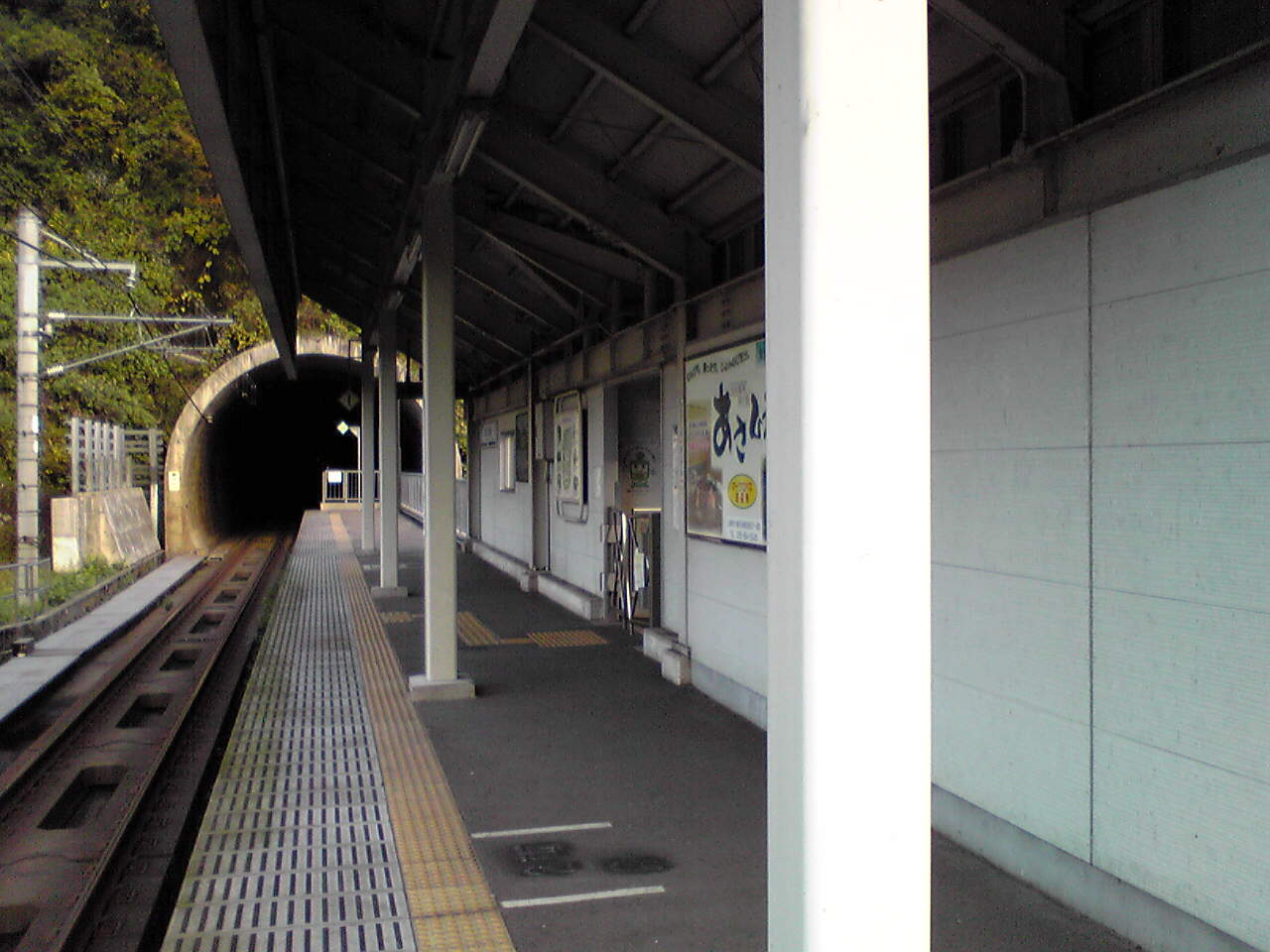
月台

北北大島站（日语：／ Hokuhoku-ōshima eki */?）位於新潟縣上越市大島區下達，是北越急行北北線的車站。

## 車站構造
- 擁有側式月台1個的無人車站，設有自動售票機。
- 車站為三層樓建築。一樓為咖啡廳，二樓為吉他教室，三樓則是月台。
- 北北大島站兩邊均是隧道，其中往六日町方向為著名的鍋立山隧道。

## 車站周邊
- 上越市大島區總合事務所

## 歷史
- 1997年3月22日　北北線通車時設立。

## 鄰近車站
北越急行
松代 - 北北大島 - 蟲川大杉

## 外部連結
- （日語）北北大島車站（北越急行）